# Sage (estensione)
Sage è un'estensione per Mozilla Firefox che permette di leggere direttamente nel browser i feed RSS, XML ed Atom.
L'estensione è stata sviluppata da Peter Andrews ed Erik Arvidsson. La ultima versione stabile di Sage è la versione 1.5.5, pubblicata il 16 giugno 2017.
Sage ha vinto il premio "Most Innovative" nell'edizione 2006 della competizione "Extend Firefox".

## Caratteristiche
- Legge i feed RSS 2.0, 1.0, 0.9x e Atom 1.0
- Si integra con i segnalibri di Firefox
- Importa ed esporta file in formato OPML
- Permette di personalizzare la grafica delle news tramite i fogli di stile
- Integra la ricerca dei feed ed il motore di ricerca Technorati
- Permette di trovare qualunque link ad un feed presente all'interno di una pagina web